# Olympic Air
Olympic Air (Grieks: Ολυμπιακή Αεροπορία) is de regionale dochteronderneming van Aegean Airlines. De maatschappij begon als de grootste Griekse luchtvaartmaatschappij, die ontstond na de privatisering van Olympic Airlines. Op 29 september 2009 werd begonnen met enkele vluchten nadat Olympic Airlines was gestopt. De officiële start van de maatschappij was twee dagen later, op 1 oktober 2009. Athens International Airport is de thuisbasis van Olympic Air. In 2013 werd de maatschappij, na zware verliezen, overgenomen door haar Griekse rivaal Aegean.
Olympic Air heeft bij de privatisering de naam, het bedrijfslogo, de landingsrechten en de technische dienst overgenomen van Olympic Airlines. Het personeel van Olympic Airlines werd niet overgenomen door Olympic Air en bleef in dienst bij het staatsbedrijf.
Op 22 februari 2010 maakten Olympic Air en haar grootste concurrent Aegean Airlines samen bekend dat ze zouden fuseren onder de naam Olympic Air. De fusie botste echter op een veto van de Europese Commissie.

## Geschiedenis

### Pantheon Airways
Op 16 september 2008 maakte de Griekse overheid bekend een grote herstructurering van Olympic Airlines door te willen voeren, door middel van het Pantheon Airways plan. Het doel was om Olympic om te vormen tot private maatschappij. Pantheon Airways en Olympic Airlines zouden naast elkaar vluchten uitvoeren tot april 2009, wanneer Olympic Airlines zou worden opgeheven en Pantheon Airways het merendeel van haar routes zou overnemen. Pantheon Airways zou de naam en huisstijl van Olympic vervolgens overnemen. Deze nieuwe maatschappij zou geen banden hebben met het oude Olympic en geen personeel of andere zaken overnemen.
In februari 2009 werd een internationale tender uitgeschreven voor de verkoop van de drie bedrijven van de Olympic Airlines Groep (vluchtoperaties, technische dienst en grondafhandeling) en werd Pantheon Airways opgeheven, aangezien geen van de biedingen werden geaccepteerd door de Griekse overheid. Na het uiteenvallen van het oorspronkelijke plan nodigde de Griekse overheid investeringsmaatschappijen uit om te onderhandelen over de verkoop van de Olympic Airlines Groep. De eerste investeerder die inging op de uitnodiging was de Marfin Investment Group, de grootste investeringsmaatschappij van Griekenland. MIG deed een bod op de twee onderdelen, namelijk de vluchtoperaties en de technische dienst. Daarnaast deed Swissport een bod op de grondafhandeling. Verder deden Aegean Airlines en Chrysler Aviation een bod. Het bod van Aegean Airlines werd geweigerd aangezien zij dan 95% van de binnenlandse vluchten in handen zouden krijgen en het bod van Chrysler werd geweigerd omdat er twijfel bestond betreffende de kredietwaardigheid van deze kandidaat.

### Verkoop aan Marfin Investment Group
Op 6 maart 2009 maakte de Griekse overheid bekend de vluchtuitvoering en technische dienst te verkopen aan de Marfin Investment Group. De onderhandelingen met Swissport over de verkoop van de grondafhandeling gingen nog een week door, om een overeenkomst te bereiken tussen Swissport en de Marfin Investment Group. Deze onderhandelingen leidden niet tot een overeenkomst en de Marfin Investment Group kondigde aan ook de grondafhandeling te zullen overnemen. Het gevolg was dat, na 35 jaar staatsbedrijf te zijn geweest en 10 jaar van mislukte verkooppogingen, Olympic weer een private onderneming werd.
De overeenkomst tussen de Griekse overheid en de Marfin Investment Group bepaalde dat de landingsrechten, de naam Olympic en het bekende logo met zes ringen in handen zouden komen van de investeerder. De nieuwe eigenaar zou slechts 65% van de operatie, vergeleken met de operatie van Olympic Airlines in zomer 2008, aanhouden om tegemoet te komen aan de eisen van de Europese Unie omtrent de verkoop van het staatsbedrijf. Daarnaast moest de nieuwe maatschappij haar monopolie op de gesubsidieerde binnenlandse vluchten opgeven. Samen met de andere Griekse maatschappijen moest zij nu bieden op deze routes.

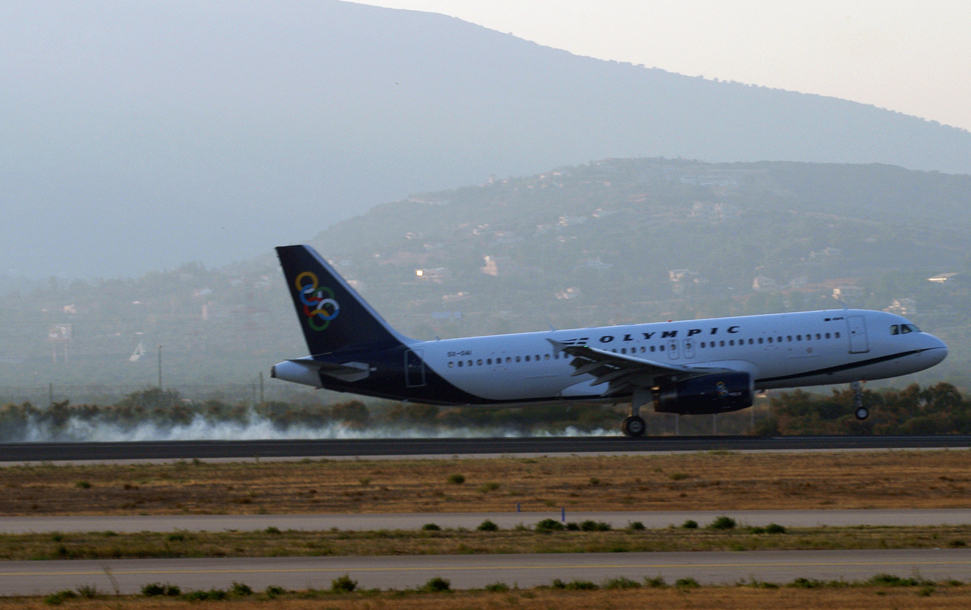
Olympic Air Airbus A320-200 landt op Athens Elefterios Venizelos International Airport.

Olympic Air heeft tijdens de Paris Air Show van 2009 8 nieuwe Bombardier Q400 besteld voor de uitvoering van binnenlandse en Balkan vluchten en het eerste toestel zal in juli 2010 geleverd worden. Daarnaast heeft Olympic Air een optie genomen op nog 8 van deze toestellen. Daarnaast heeft Olympic Air 14 Airbus A320 geleased om in september 2009 te kunnen beginnen met de vluchtuitvoering en is voornemens in de nabije toekomst eigen toestellen aan te schaffen van Boeing of Airbus.
Tijdens een persconferentie op 17 september 2009, maakte MIG president Andreas Vgenopoulos nieuwe codeshare afspraken bekend en zei dat Olympic Air plannen heeft om lid te worden van luchtvaartalliantie SkyTeam in de toekomst. Vgenopoulos zei verder dat hij van Olympic Air een van de grootste maatschappijen in de regio wil maken en op de langere termijn een van de grootste maatschappijen ter wereld.
Tijdens de inaugurele vlucht op 1 oktober 2009 maakte Vgenopoulos bekend dat Olympic Air de exclusieve rechten heeft op de naam van het voormalige Macedonian Airlines en plannen heeft om deze nieuw leven in te blazen als onderdeel van Olympic Air. Dit onderdeel zou opereren vanuit Thessaloniki, om de behoefte op zowel toeristisch als zakelijk vlak in de regio te vervullen. De maatschappij begint haar activiteiten in het voorjaar van 2010.
In een interview met ATWOnline in oktober 2009, zei CEO Antonis Simigdalas dat Olympic Air dagelijks 10.000 mensen vervoert en een binnenlands marktaandeel van 30% heeft. Simigdalas zei verder dat Olympic Air inmiddels circa 35% kleiner was dan haar voorganger Olympic Airlines, maar dat er plannen zijn om binnen een jaar weer terug te komen op de intercontinentale routes. Volgens Simigdalas zal Olympic Air, gezien de huidige economische omstandigheden, in 2012 haar eerste winst maken.. In een interview twee maanden later zei hij dat het binnenlandse marktaandeel inmiddels gestegen is naar 47%. Hij verwacht dat Olympic Air in 2011 break-even zal draaien.

### Fusie met Aegean Airlines
In februari 2010 vonden gesprekken plaats tussen aandeelhouders van Olympic Air en Aegean Airlines over eventuele samenwerking tussen beiden, wat leidde tot geruchten over een mogelijke fusie. Op 22 februari 2010 bevestigden beide maatschappijen de geruchten en kondigden zij een fusie aan. De nieuwe fusiemaatschappij zou de naam en het logo van Olympic Air gebruiken, na een overgangsperiode waarin beide namen en logo's zouden gebruikt worden. Na de overgangsperiode zou de naam Aegean Airlines verdwijnen. Olympic Ground Handling en Olympic Engineering zullen 100% dochter worden van het nieuwe fusiebedrijf.
In januari 2011 blokkeerde de Europese Commissie echter de fusie tussen beide maatschappijen uit vrees voor concurrentieverstoring. De Commissie was van oordeel dat de fusie zou leiden tot een "quasi-monopolie" in de Griekse luchtvaart. Bij monde van Europees Commissaris Joaquín Almunia vreesde de Commissie voor hogere prijzen en een slechtere service voor Grieken en touristen die tussen de hoofdstad en de eilanden zouden reizen.. Olympic Air kondigde daarop een herschikking van de vluchtroutes aan waarbij een groot deel West-Europese bestemmingen (waaronder Brussel en Amsterdam) werden geschrapt. Beide maatschappijen tekenden ook beroep aan tegen de beslissing van Europa.

## Vloot
De vloot van Olympic Air bestaat in april 2020 uit de volgende toestellen:
| Type                   | In Dienst | Besteld | Passagiers | Opmerking |
| ---------------------- | --------- | ------- | ---------- | --------- |
| Bombardier Dash 8 Q100 | 2         | 0       | 37         | —         |
| Bombardier Dash 8 Q400 | 8         | 0       | 78         | —         |
| ATR 42                 | 2         | 0       | 48         | —         |
| Totaal                 | 12        | 0       |            |           |

## Logo en uniform
Het nieuwe logo en de nieuwe uniformen zijn gekozen in een verkiezing op het internet, na een publieke uitnodiging om ontwerpen in te sturen. Olympic Air stewards en stewardessen dragen nu een uniform dat ontworpen is door de in Griekenland bekende modeontwerpster Celia Kritharioti. Het logo is ontworpen door Giannis Papathansiou en Panos Triantafillopoulos en gebaseerd op het bestaande logo van Olympic Airlines. De zes ringen symboliseren de vijf continenten en Griekenland. Twee van de zes ringen zijn groen, in tegenstelling tot blauw in het logo van Olympic Airlines. De groene kleur is gebaseerd op de huisstijl van de Marfin Investment Group.